# Herstructureringsgebied
Een herstructureringsgebied is meestal een gebied met verouderde industrie en andere achterstanden. Zo'n gebied krijgt veelal van de overheid steun. Een gebied wordt als herstructureringsgebied aangewezen en krijgt steun om regionale ongelijkheid te verminderen. Ook de EU wijst herstructureringsgebieden aan.
Zuid-Limburg was na de afschaffing van de mijnbouw ook een herstructureringsgebied: het ontving steun om de mijnwerker om te scholen en voor de omschakeling van mijnbouw naar dienstverlening en industrie.